# ديفيد والدن
ديفيد كوريدون والدن (7 يونيو 1942 – 27 أبريل 2022) هو عالم كمبيوتر أمريكي ساهم في التطوير الهندسي لـ أربانت، وهي مقدمة للإنترنت الحديث. ساهم بشكل خاص في معالج رسائل الواجهة، والذي كان بمثابة عقدة تبديل الحزمة لـ أربانت. كان والدن أحد المساهمين في سجلات معهد مهندسي الكهرباء والإلكترونيات حول تاريخ الحوسبة وكان عضوًا في مجموعة مستخدمي تخ.

## النشأة والتعليم
ولد والدن في 7 يونيو 1942. والداه هما فيلفا (ني دايد) وكلارنس والدن في لونجفيو بواشنطن. كانت والدته معلمة في مدرسة ابتدائية بينما كان والده مدرسًا في مدرسة ثانوية. انتقلت عائلته إلى منطقة خليج سان فرانسيسكو في كاليفورنيا عندما كان في الرابعة من عمره. بدأ دراسته في جامعة كاليفورنيا، بيركلي، قبل أن يترك الدراسة بسبب درجاته الضعيفة ثم انتقل بعد ذلك إلى جامعة ولاية سان فرانسيسكو، حيث حصل على الشهادة في الرياضيات. أثناء وجوده في جامعة ولاية سان فرانسيسكو، أخذ دورة تدريبية في التحليل العددي، وهو مجال من مجالات الرياضيات وكان سبب اهتمامه بأجهزة الكمبيوتر، وعمل على كمبيوتر من طراز IBM 1620، وكان الكمبيوتر الوحيد بالجامعة.

## السيرة العملية

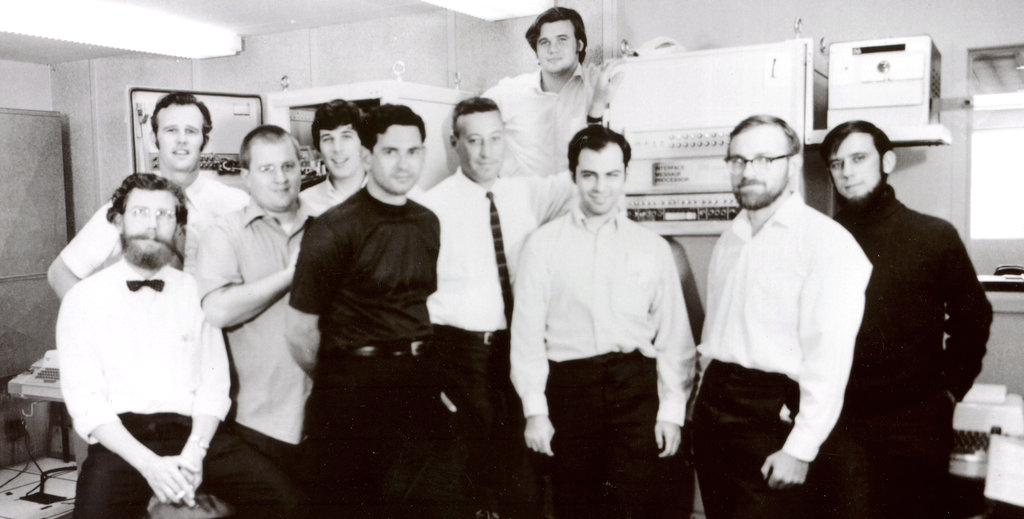
فريق IMP في عام 1969 (من اليسار إلى اليمين): Truett Thatch ، و Bill Bartell (Honeywell) ، و Dave Walden ، و Jim Geisman ، و Robert Kahn ، و Frank Heart ، و Ben Barker ، و Marty Thorpe ، و Will Crowther ، و Severo Ornstein.

بدأ والدن حياته المهنية في العمل كمبرمج في قسم الاتصالات الفضائية في مختبر لينكولن التابع لمعهد ماساتشوستس للتكنولوجيا. انتقل للانضمام إلى شركة بي بي إن للتكنولوجيا في عام 1967. كان جزءًا من الفريق الهندسي المكون من سبعة أعضاء الذي طور تقنية تبديل الحزم التي شغلت شبكة أربانت، وهي واحدة من أولى شبكات الكمبيوتر ذات الأغراض العامة والتي كانت مقدمة للإنترنت الحديث. خلال الفترة التي قضاها في بي بي إن للتكنولوجيا، طورت مجموعة المهندسين معالج رسائل الواجهة، الذي شكل أساس تبديل الحزمة للشبكة، وطور الأجهزة، وكتب البرنامج، وحتى عمل كمركز عمليات الشبكة للشبكة. على وجه التحديد، ركزت جهود والدن على تطوير برنامج تبديل الحزم والتوجيه لـ IMP. انتقل والدن لفترة وجيزة إلى النرويج للعمل في نورسك داتا للتكنولوجيا في أوسلو، حيث طور شبكة LFK، وهي شبكة تبديل حزم نرويجية، بين عامي 1970 و 1971، قبل العودة إلى الولايات المتحدة لمواصلة العمل مع بي بي إن. كان والدن مهندس النظام ومدير مشروع نورسك داتا في بناء هذه الشبكة.
في الجزء الأخير من حياته المهنية، ركز والدن على البحوث الإدارية وكتب على نطاق واسع حول هذا الموضوع. كان أيضًا عضوًا في مجموعة مستخدمي تخ وساهم في المحتوى المتعلق بالتنضيد الرقمي والنشر. كما شغل منصب مدير المجموعة وأمين الصندوق. حصل والدن على درجة الدكتوراه الفخرية من جامعة ولاية سان فرانسيسكو في عام 2014 ، لمساهماته في أربانت. والدن هو المؤسس المشارك لمركز جودة الإدارة ومساهمًا في حوليات تاريخ الحوسبة الصادرة عن معهد مهندسي الكهرباء والإلكترونيات وعضوًا في لجنة التاريخ التابعة لها.

## الحياة الشخصية
تزوج والدن من سارة إليزابيث كاولز، وهي مديرة تربوية، في عام 1966. كان للزوجين ولدا. توفي والدن بسبب سرطان الغدد الليمفاوية لخلية الوشاح في منزله في إيست ساندويتش، ماساتشوستس، في 27 أبريل 2022. كان يبلغ من العمر 79 عامًا.

## أبرز المنشورات
- Walden, David (2003). "Looking back at the ARPANET effort, 34 years later - Internet History". LivingInternet (بالإنجليزية الأمريكية). Archived from the original on 2023-05-30. Retrieved 2022-05-05.
- Walden، David (2014). "The Arpanet IMP Program: Retrospective and Resurrection". IEEE Annals of the History of Computing. ج. 36 ع. 2: 28–39. DOI:10.1109/MAHC.2014.30. ISSN:1934-1547. مؤرشف من الأصل في 2023-02-16.
- Walden، David؛ Raymond S Nickerson، المحررون (2011). A culture of innovation: insider accounts of computing and live at BBN. East Sandwich, MA: Waterside Publishing. ISBN:978-0-9789737-0-4. OCLC:778116299.
- Walden، David (1993). A new American TQM: four practical revolutions in management. et al. Cambridge, MA: Productivity Press. ISBN:978-1-56327-032-1. OCLC:27897718.
- Walden، David (2001). Four practical revolutions in management: systems for creating unique organizational capability. et al. Portland, OR: Productivity Press. ISBN:978-1-56327-217-2. OCLC:45487580.

## روابط خارجية
- David Walden – Remembering the BBN ARPANET Project on YouTube
- David Walden Family – Collection of Resources
- David Corydon Walden's Five Careers - biography done by his longtime co-worker, Alexander A. McKenzie, for the IEEE Annals of the History of Computing